# Dwight Coleby
Dwight Jacoby Coleby Jr., né le 16 janvier 1994 à Nassau, aux Bahamas, est un joueur bahaméen de basket-ball, évoluant au poste de Ailier fort/pivot,.

## Statistiques
| Année        | Équipe                          | Matches | Titul. | Min./m. | %tir | %3pts | %l-f | rbds/m. | pass/m. | int/m. | ctr/m. | pts/m. |
| ------------ | ------------------------------- | ------- | ------ | ------- | ---- | ----- | ---- | ------- | ------- | ------ | ------ | ------ |
| 2013-14 (en) | Rebels d'Ole Miss               | 29      | 4      | 10.0    | .471 | .000  | .526 | 1.79    | 0.24    | 0.03   | 0.62   | 2.34   |
| 2014-15 (en) | Rebels d'Ole Miss               | 34      | 3      | 16.5    | .532 | .000  | .797 | 4.82    | 0.09    | 0.18   | 0.85   | 5.44   |
| 2015-16 (en) | Kansas                          |         |        |         |      |       |      |         |         |        |        |        |
| 2016-17 (en) | Kansas                          | 24      | 0      | 5.6     | .567 | .000  | .389 | 1.83    | 0.12    | 0.17   | 0.50   | 1.71   |
| 2017-18 (en) | Hilltoppers de Western Kentucky | 38      | 37     | 27.6    | .596 | .000  | .750 | 8.03    | 0.58    | 0.61   | 1.74   | 11.00  |

| Année        | Équipe              | Matches | Titul. | Min./m. | %tir | %3pts | %l-f | rbds/m. | pass/m. | int/m. | ctr/m. | pts/m. |
| ------------ | ------------------- | ------- | ------ | ------- | ---- | ----- | ---- | ------- | ------- | ------ | ------ | ------ |
| 2018         | Liege               | 8       | 8      | 29.8    | .598 | .000  | .846 | 9.62    | .88     | .75    | .75    | 15.00  |
| 2018-19 (en) | Akita               | 13      | 13     | 29.0    | .500 | .000  | .643 | 10.2    | 1.7     | .8     | 1.2    | 14.5   |
| 2019-20      | ITU                 | 15      | 15     | 29.6    | .636 | .000  | .712 | 7.40    | 0.93    | 0.33   | 0.40   | 14.07  |
| 2019-20      | Sassari BCL-Eu      | 5       | 0      | 14.5    | .429 | .000  | .750 | 4.20    | 0.60    | 0.20   | 0.80   | 4.8    |
| 2019-20      | Sassari Lega A      | 3       | 0      | 12.3    | .400 | .000  | .000 | 5.00    | 0.33    | 0.33   | 0.67   | 1.33   |
| 2019-20      | Sassari Italian Cup | 1       | 0      | 10.0    | .333 | .000  | .000 | 3.00    | 1.00    | 0.00   | 1.00   | 2.00   |

| Année     | Équipe      | Matches | Titul. | Min./m. | %tir | %3pts | %l-f | rbds/m. | pass/m. | int/m. | ctr/m. | pts/m. |
| --------- | ----------- | ------- | ------ | ------- | ---- | ----- | ---- | ------- | ------- | ------ | ------ | ------ |
| 2011      | Bahamas U17 | 5       |        | 26.6    | .528 | .000  | .500 | 11.2    | 0       | 0.4    | 2.4    | 11.8   |
| 2014 (en) | Bahamas     | 4       |        | 8.25    | .667 | .000  | .833 | 2.8     | 0       | 0.25   | 0.25   | 3.2    |
| 2018      | Bahamas     | 1       |        | 7.3     | .000 | .000  | .000 | 1.0     | 0       | 0      | 0      | 0      |

## Palmarès et distinctions

### Distinctions personnelles
- 1 fois joueur de la semaine en championnat de Belgique[3].